# Henrietta Swan Leavitt
Henrietta Swan Leavitt (Lancaster, Massachusetts, 1868. július 4. – Cambridge, Massachusetts, 1921. december 12.) amerikai amatőrcsillagász, a változócsillagok fényességváltozási periódusa és abszolút fényessége közötti összefüggés felfedezője. Ennek alkalmazásával állapítják meg a csillagászok a világegyetem távoli pontjainak távolságát.

## Fiatalsága, tanulmányai
Apja George Roswell Leavitt lelkipásztor volt, anyja Henrietta Swan (Kendrick). A család ősei között szerepelt John Leavitt angol puritán tengerész, aki a 17. század elején telepedett le Massachusetts Bay Colony-ban (ma Boston környéke). A család nevét akkoriban még „Levett”-nek betűzték.
Az Ohio-i Oberlin College-ba, majd a Harvard Egyetemnek a Radcliffe College nevű tagintézményébe járt, 1892-ben végzett. Csillagászattal csak az iskola negyedik évében találkozott.
Középiskolás éveiben fokozatosan megsüketült.

## Szakmai karrierje

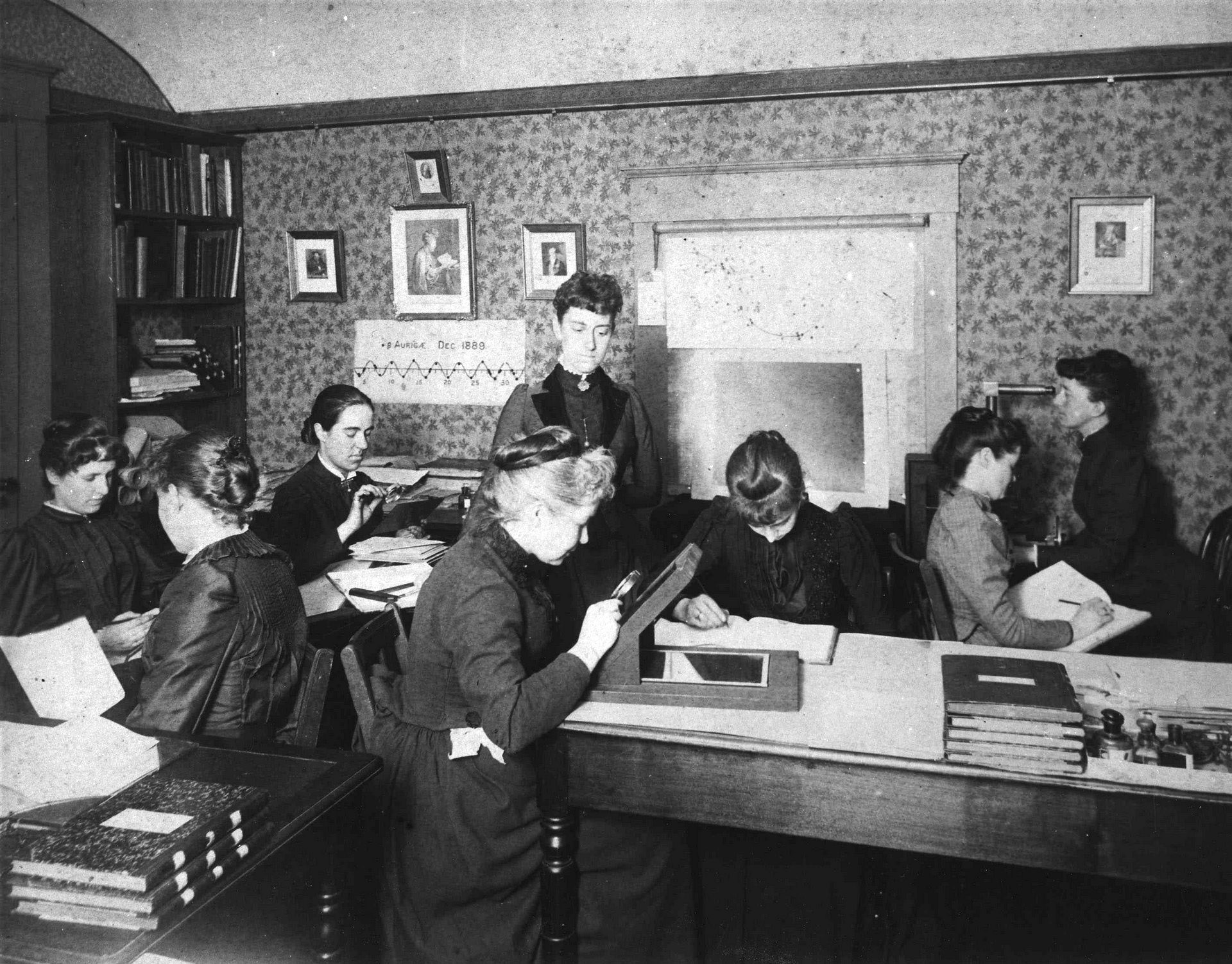
Az „emberi számítógép”

A Harvard obszervatóriumban (Harvard College Observatory) kezdett dolgozni, ahol az igazgató, Edward Charles Pickering összeállított egy olyan csoportot, amely „emberi számítógépként” dolgozott. A csoportban csak nők voltak, köztük Leavitt, Annie Jump Cannon, Williamina Fleming és Antonia Maury.
Edward Pickering ambiciózus tervet dolgozott ki az obszervatóriumban készített fotólemezek katalogizálására. A felvételek már 1849-től gyűltek, és rendszerezésükre nem volt elég ember. A képeken több ezer csillag képe volt, és a gyűjtemény folyamatosan növekedett. Pickering azt akarta, hogy a felvételeken lévő csillagokat fényességük alapján, lehetőleg standard értékeket használva sorolják be. Tudta, hogy a nőkre bízott munka egyhangú és unalmas, amire nem kapott volna hasonlóan képzett férfiakat ilyen kis fizetésért, de egyfajta kiváltságnak számított, mert az idő tájt a nők kutatóként nemigen dolgozhattak, így a csillagászati távcsöveket sem kezelhették.
Leavitt önkéntesként, ingyen kezdett dolgozni Pickering számára 1893-ban; később, mint „számítógép” heti 10 dollár 50 centet kapott. Pickering a változócsillagok tanulmányozását bízta Leavittre. „Pickering nyilvánvalóan nem számított arra, hogy Leavitt korszakalkotó felfedezést tesz a változócsillagokat vizsgálva” — írta Jeremy Bernstein tudományos szakíró a The Los Angeles Times-ban
Leavitt nagy szorgalommal látta el a munkát. Kezdetnek 64 csillagot választott ki az északi-sarki terület fölött, majd újabb csillagokat adott hozzá. Kialakított egy olyan technikát, amivel a csillagokat 21-es magnitúdóig be tudta sorolni. A következő tizenöt évben 108 égi területen alkalmazta ezt a besorolási rendszert, amihez már a világ minden tájáról érkeztek a csillagászok számára felbecsülhetetlen értékű felvételek. A rendszert még évtizedeken át használták, amíg a számítógépek nem tették lehetővé a fényesség pontosabb mérését.
Leavitt egy másik eredményével is nagyban előrelendítette a csillagászatot. A Harvard obszervatórium teleszkópja, amit Peruban, a Boyden állomáson üzemeltettek, ezrével készítette a felvételeket a csak a déli féltekéről látható Magellán-felhőkről. Leavitt ezeket is átvizsgálta, és észrevette, hogy bizonyos típusú csillagok ezeken a felvételeken sűrűbben fordulnak elő, mint más felvételeken. Ezek a változócsillagok (vagy cefeidák, a Delta Cepheus neve után) voltak. Észlelésükhöz egymás fölé illesztettek egy fotonegatívot és egy más időpontban készült pozitív felvételt. Az állandó fényerejű csillagok kitakarták egymást, a változók viszont fehér vagy fekete pontként jelentkeztek. 1904 és 1905 között ezzel a technikával Leavitt 1054 változócsillagot fedezett fel a Magellán-felhőkben.

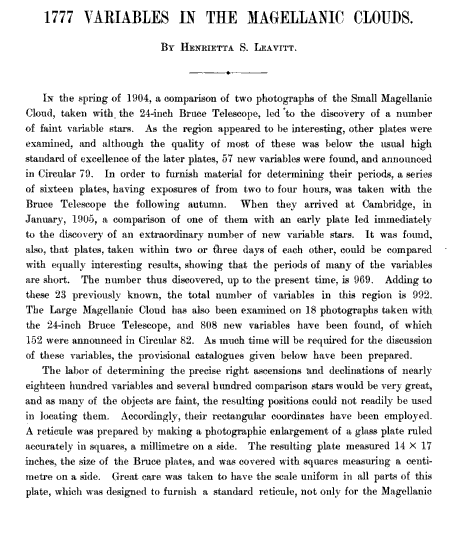
Leavitt írásának címlapja: 1777 változócsillag a Magellán-felhőkben, A Harvard College obszervatórium évkönyve, 1908

Leavitt 1907-ben megbetegedett, de 1908-ban visszatért a munkához. 1908-ban az intézet A Harvard College Obszervatórium évkönyvében  megjelentette egy rövidke írását 1777 változócsillag adatai alapján. Ezek között volt az a 17 változócsillag a Kis Magellán-felhőben, amiket Leavitt részletesen megvizsgált. Észrevette, hogy a csillagok nagyon különböztek egymástól: minél hosszabb volt a ciklus (a fényességi periódus 1,25 és 127 nap közé esett), annál nagyobb volt a fényesség maximuma. A hasonló ciklusú cefeidák fényessége is majdnem azonos volt. Ez azt jelenti, hogy ha van az égbolton két azonos ciklusú cefeidát látunk úgy hogy egyikük halványabb, akkor meghatározható, hányszor van ez messzebb a másiknál. Így a cefeidák nagy léptékű távolságmérésre használhatók a látható univerzumban.
Írására senki sem figyelt fel. Pickering bizonyára elég fontosnak tartotta a Leavitt eredményeit ahhoz, hogy az intézet évkönyvében megjelenjenek, de sem ő, sem más csillagász nem ismerte fel igazi jelentőségüket. Leavitt nem volt demonstráló típus, de kitartott felfedezése mellett, és újabb bizonyítékokat keresett. Ebben az időben is a Pickering-féle projekten dolgozott, de az égbolt más területein. Munkája mellett talált időt rá, hogy további 8 cefeida változócsillagot mérjen fel a Kis Magellán-felhőben — ezek fényessége és ciklusa megegyezett azzal, a korábban kimutatott szabály szerint várhatóval.
1912-ben ezekkel az újabb adatokkal bővítette az írást, megerősítette korábbi következtetését. A mindössze három oldalas írás Pickering neve alatt jelent meg, de ő megjegyezte, hogy azt Miss Leavitt készítette. A leírásban egy táblázat és két grafikon volt.
A számszerű összefüggés grafikusan ábrázolva egy görbét ad ki, ami egyenessé válik, ha a periódus logaritmusát vesszük.
A második bekezdés végén ezt írja: „Figyelemre méltó összefüggés van ezeknek a változócsillagoknak a fényessége és periódusuk hossza között. A H.A. 60, No. 4-ban [utalás az 1908-ban megjelent munkájára] felhívtuk a figyelmet arra a tényre, hogy a legfényesebb változócsillagoknak van egyúttal a leghosszabb periódusidejük, de érezhető volt, hogy ezek száma túl kicsi volt ahhoz, hogy következtetést vonjunk le belőle. Nyolc további változócsillag periódusát határoztuk meg azóta, és ezek ugyanahhoz a törvényhez illeszkednek.”
Leavitt az egyszerűség kedvéért feltételezte, hogy a Magellán-felhőkben lévő változócsillagok azonos távolságra vannak tőlünk (ez az egyszerűsítés az óriási távolság miatt megengedhető).
A 38 éves dán csillagász, Ejnar Hertzsprung, aki Potsdamban dolgozott, az írás második megjelenésekor felismerte az összefüggés jelentőségét. Ha egy cefeida változó fényességét meghatározza a periódus hossza, akkor minden csillag, aminek ugyanez a ciklusa, ugyanolyan fényes, függetlenül attól, hogy mi a Földön fényesebbnek vagy halványabbnak látjuk. Az abszolút fényesség (a teljes kisugárzott energiamennyiség, amit a csillag kibocsát magából minden irányba) és a látszó fényesség (a Földön lévő távcsővel érzékelhető sugárzás) összehasonlításával kiszámíthatjuk a csillag távolságát a Földtől.
Hogy megbizonyosodjon Leavitt következtetésének helyességéről, Hertzsprung kiszámította 13 további cefeida abszolút fényességét a Tejút más részein, majd összehasonlította az eredményeket Leavitt munkájával. Majd egy lépéssel tovább ment, és kiszámította a Föld távolságát a Kis Magellán-felhőtől. Erre 30 000 fényévet kapott. Ez sokkal nagyobb érték volt, mint amit addig bárki bármelyik égi objektum távolságára vonatkoztatott. Nyomdahiba következtében Hertzsprung cikkében 3 000 fényév jelent meg. Mindazonáltal a dán csillagász volt az első, aki csillagászati távolság meghatározására a cefeidákra érvényes összefüggést használta.
Henry Norris Russell, a Princetoni Egyetem csillagászati részlegének vezetője is érdekesnek találta Leavitt eredményét, és nem tudva Hertzsprung vizsgálódásairól, ugyanazt a 13 csillagot választotta ki ellenőrzés céljából. Russell is hasonló következtetésre jutott, mint Hertzsprung: az adatok ezekre a csillagokra is érvényesek voltak, tehát a következtetések helyesek. Russell legtehetségesebb diákja, Harlow Shapley 1911 őszén érkezett a Princetonba, miután lediplomázott a Columbia Egyetemen. Russell és Shapley közösen kezdtek dolgozni számos problémán. Shapley a cefeidák kérdésével is foglalkozott, a következő néhány évben további cefeidákat keresett. 1918-ra a periódus-fényesség összefüggés táblázata már 230 csillagot tartalmazott, sokat közülük ebben az időszakban fedeztek fel.
Russell becslése a Kis Magellán-felhő távolságára 80 000 fényév volt. Harlow Shapley a számításai alapján, amihez a cefeidákra vonatkozó eredményeket használta fel, a Tejútrendszer átmérőjére még merészebb értéket kapott, ami szerinte 300 000 fényévet tesz ki. Ez egyúttal azt jelentette, hogy a Föld nem a Galaxis középpontjában van, hanem annak peremterületén. Sok vezető csillagász erősen kételkedett ennek valódiságában. Shapley egyik legzajosabb ellenfele Heber D. Curtis volt a Lick Obszervatóriumból, egy csillagászokból álló csoport vezetője, akik arra az eredményre jutottak, hogy a spirálködök, amiket a legjobb távcsövek is csak elmosódott foltként mutatnak, a Tejútrendszerhez hasonlóan más galaxisok. Ugyanakkor Curtis számításai szerint a Tejútrendszer nem lehet több, mint 30 000 fényév átmérőjű.
A Shapley által a Tejútrendszerre megállapított hatalmas méret azt jelentette volna, hogy ezek a spirálködök is a Tejútrendszer részei. Bár Shapley hajlott arra a feltételezésre, hogy több galaxis létezhet, úgy gondolta, hogy a spirálködök nem csillagokból, hanem csak forgó gázból állnak.

### A Shapley–Curtis-vita
1920 körül éles vita tárgya volt, hogy más galaxisok a Tejútrendszeren belül, vagy kívül vannak-e. A kisebb távolság mellett érvelők szerint ha kívül vannak, akkor az Androméda távolsága a 108 fényév nagyságrendjébe esne, és a csillagászok ezt akkoriban nem fogadták volna el. A Szélkerék-galaxis spirálkarjának forgási sebessége megközelítette, vagy meghaladta volna a fénysebességet, amiről abban az időben már ismert volt, hogy nem léphető túl.
Az ellentábor rámutatott, hogy az Andromédában több nóva van, mint a Tejútrendszerben (ami ellentmondás, ha az Androméda a Tejútrendszeren belül lenne). A forgási sebesség meghatározásában kételkedtek (ez valóban téves adat volt, a Szélkerék-galaxis forgása egy emberöltőn belül nem észlelhető).
A nagy távolságok meghatározására vonatkozó kétféle elképzelés közötti ellentét miatt az Amerikai Tudományos Akadémia ülést szervezett, amit 1920 áprilisában tartottak Washingtonban. Tárgya ez volt: „A világegyetem mérete”. Henrietta Swan Leavitt nem volt jelen a megbeszélésen – annak ellenére, hogy a vita az őáltala felfedezett periódus-fényesség összefüggésből indult ki, illetve az erre épülő távolságmeghatározásokon folyt – hiszen sem megfelelő szakmai pozíciója, sem megfelelő végzettsége nem volt hozzá, hogy meghívják. Voltak azonban néhányan, akik azt gondolták róla, hogy briliáns elme, és ezek között volt Harlow Shapley is.
Egy másik személy, aki hiányzott a megbeszélésről (amit később „the Great Debate”, am. „nagy vita” néven emlegettek), a 38-éves Edwin Powell Hubble volt, aki úgy gondolta, helyes Curtisnek az az elképzelése, hogy több galaxis létezik. Hubble a Mount Wilsonban dolgozott, Kaliforniában, ahol a korábbi években Shapley is tevékenykedett, így ott kollégák voltak és ismerték, de nem kedvelték egymást. Shapley Missouri államból származott, és volt benne egy adag „falusi fiú” ingerlékenység, míg Hubble felsőbb társadalmi osztályból származó, Rhodes-ösztöndíjjal végzett tudós volt. Shapley lenézte Hubble bizonyítványait; azt, hogy a nála kissé fiatalabb férfi eredetiben olvasott klasszikusokat, köztük görög és latin szerzők műveit, dilettantizmusnak tekintette. Mégis Edwin Hubble volt az, aki a Leavitt által felfedezett összefüggést a cefeidák periódusa és fényessége között a leginkább kiterjesztette.

### Megfigyelések
1923-ban üzembe helyezték a Mount Wilson új, 2,5 m-es távcsövét. Ezzel első ízben vált láthatóvá, hogy az Androméda-köd addig homályosnak látszó közepe valójában nem gázból, hanem csillagokból áll. Harlow Shapley tehát tévedett ezzel kapcsolatban, és a köd távolságának megállapításában is. Leavitt felfedezését felhasználva, és Shapley saját kutatásainak adataira alapozva (amiben további 200 cefeida adatai szerepeltek), Hubble számításai szerint az Androméda-köd távolsága a Földtől legalább 900 000 fényév, és nyilvánvalóan nem része a Tejútrendszerünknek, még akkor sem, ha Shapley erre vonatkozó becslését figyelembe vesszük. Az azóta bekövetkezett műszaki és elméleti haladás következtében, és Hubble későbbi munkái alapján az Androméda-köd távolsága jelenlegi tudásunk szerint több mint 2 millió fényév.
1910 és 1920 között Vesto Melvin Slipher a Lowell obszervatóriumból kimutatta, hogy a ködök színképvonalai enyhén kék-, illetve vöröseltolódást mutatnak, ami azt jelenti, hogy felénk közeledő (ez a kékeltolódás, mint az Androméda-köd esetén), illetve távolodó (a vöröseltolódás esetén) mozgást végeznek. Ezekre a megfigyelésekre alapozva Hubble 1929-ben kimutatta, hogy néhány közeli galaxis kivételével (ezek közé tartozik az Androméda-köd) a galaxisok távolodnak egymástól.
Abban az időben nem tudták, hogy a „köd”-nek látszó objektumok is galaxisok, és jóval a Tejútrendszeren kívül fekszenek. Ezek távolsága a nagy távolság, és az ebből adódó kis szögeltérés miatt a parallax-módszerrel nem volt meghatározható. A változócsillagoknál talált összefüggés adta a kulcsot ezeknek az extrém távolságoknak a meghatározásához. Cefeida-típusú változócsillagokat találtak más galaxisokban is, így az Androméda-galaxisban is (1923-1924-ben Edwin Hubble). A cefeidák fontos bizonyítékkal szolgáltattak arra a tényre, hogy ezek a galaxisok jóval a Tejútrendszeren kívül helyezkednek el.
Leavitt munkájának eredménye hozzájárult ahhoz, hogy a világegyetem méretét ma sokkal nagyobbnak gondoljuk, mint őelőtte szokásos volt.
1921-re, amikor Harlow Shapley vette át az obszervatórium irányítását, Leavitt lett az asztrofotometriai osztály vezetője. Azonban az év végére a rákbetegség legyőzte és meghalt. A Leavitt család sírhelyén temették el a Cambridge-i temetőben (Massachusetts állam).
Hubble sokszor hangoztatta, hogy Leavitt Nobel-díjat érdemelne a munkájáért. Gösta Mittag-Leffler, a Svéd Tudományos Akadémia nevében 1924-ben elindította az előterjesztést a Nobel-díj odaítéléséért Leavittnek, és csak akkor tudta meg, hogy már három évvel korábban meghalt. A nevezési folyamatot leállították, mivel a Nobel-díj nem adható a díjazandó halála után.
Leavitt tagja volt a Phi Beta Kappa társaságnak; az egyetemi nők szervezetének; az amerikai csillagászati és asztrofizikai társaságnak; a tudományos haladás amerikai szervezetének; tiszteletbeli tagja volt a változócsillagok amerikai szervezetének. Korai halála nem csak családja, kollégái, hanem a tudományos társadalom számára is tragédia volt.

## Tiszteletbeli elismerések
- Az 5383 Leavitt aszteroida és a Holdon a „Leavitt kráter” viseli a nevét.

## Fordítás
- Ez a szócikk részben vagy egészben  a   Henrietta Swan Leavitt című angol Wikipédia-szócikk fordításán alapul.  Az eredeti cikk szerkesztőit annak laptörténete sorolja fel. Ez a jelzés csupán a megfogalmazás eredetét és a szerzői jogokat jelzi, nem szolgál a cikkben szereplő információk forrásmegjelöléseként.